# Reinhold Begas
Reinhold Begas (Schöneberg, Berlim, 15 de julho de 1831 — 3 de agosto de 1911) foi um escultor alemão.

## Biografia
Begas recebeu seu treinamente inicial com os escultores Ludwig Wilhelm Wichmann e Christian Daniel Rauch. Durante um período de estudo na Itália, de 1856 a 1858, ele fora fortemente influenciado pela obra de Michelângelo e pela arte barroca do período. Lá ele também conheceu os artistas Francis Lenbach, Arnold Böcklin e Anselm Feuerbach.
Desde o ano de 1870 Begas dominou a arte plástica na Prússia, especialmente em Berlim, onde despertou grande interesse no Cáiser Guilherme II. Suas obras-primas desse período são a estátua colossal de Borússia para o Salão da Glória; a fonte de Netuno na Schloßplatz; a estátua de Alexander von Humboldt; o sarcófago do imperador Frederico III no mausoléu da Igreja da Paz em Potsdam e, finalmente, o monumento nacional ao imperador Guilherme I, o memorial a Otto von Bismarck diante do Reichstag e várias estátuas na Avenida da Vitória. 
Embora sua temática favorita fosse a arte decorativa e mitológica, ele tornou-se o mais famoso retratista à sua época e esculpiu muitos bustos de seus contemporâneos.

## Galeria

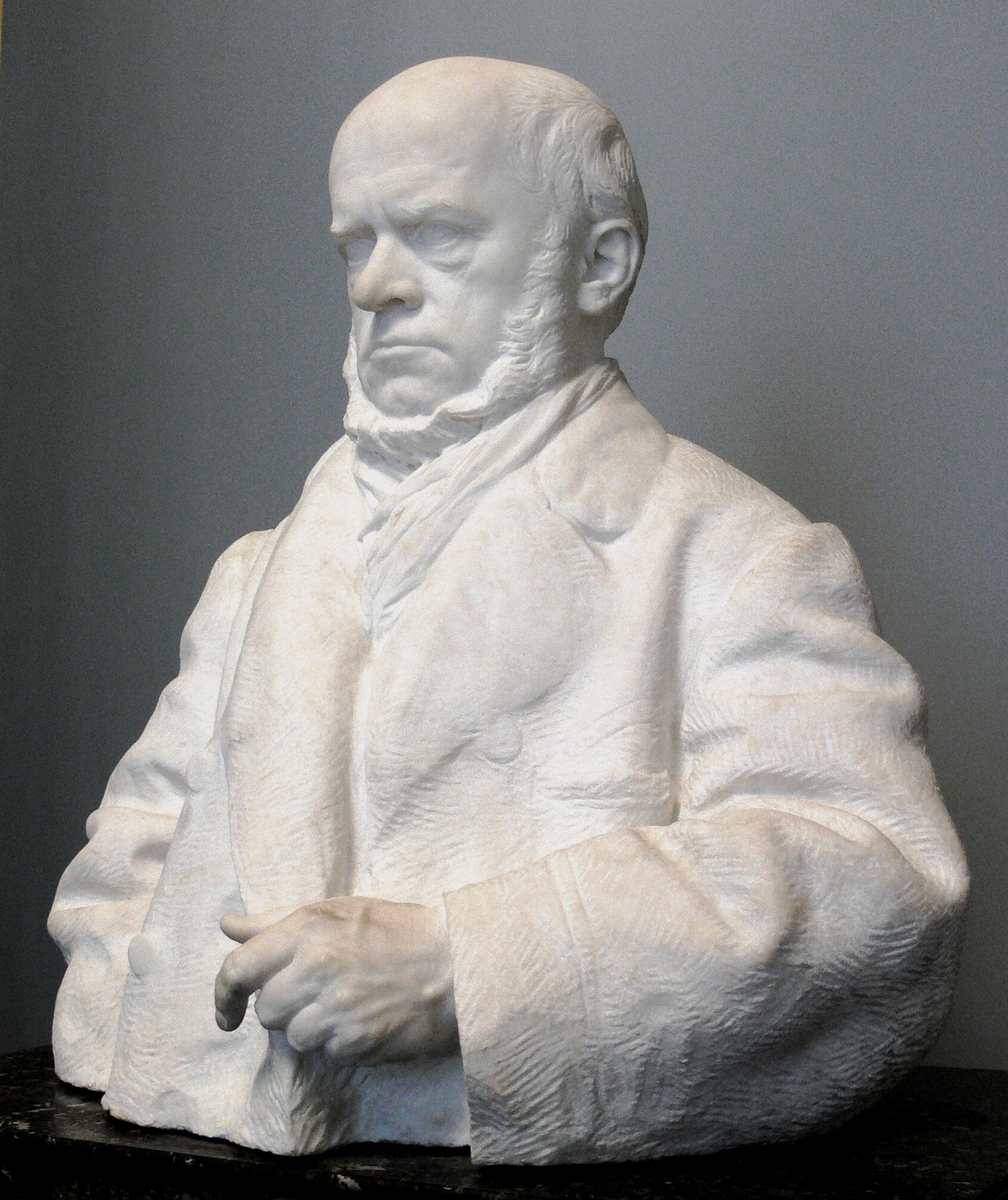
Busto de Adolph von Menzel.
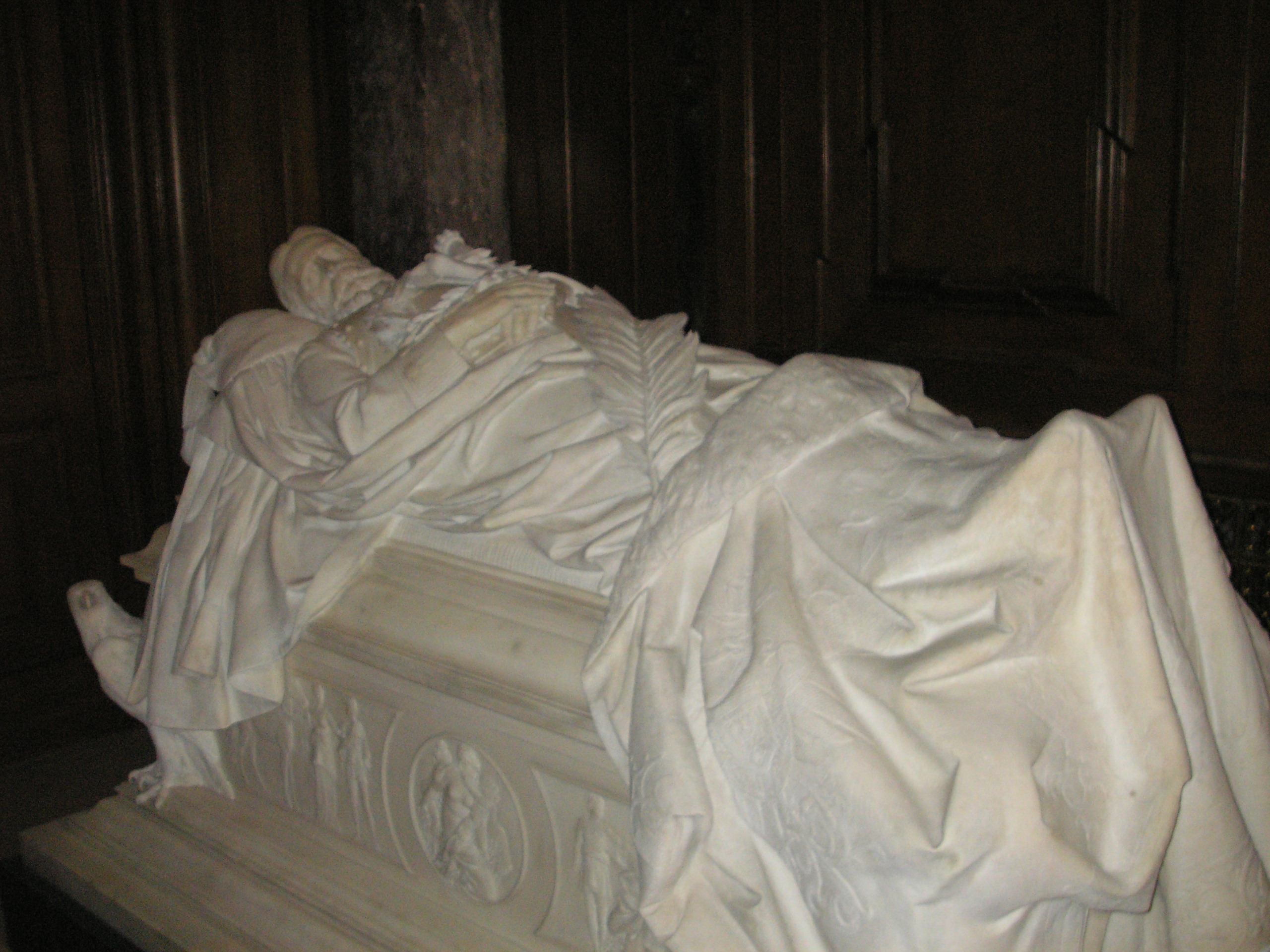
Cenotáfio de Frederico III
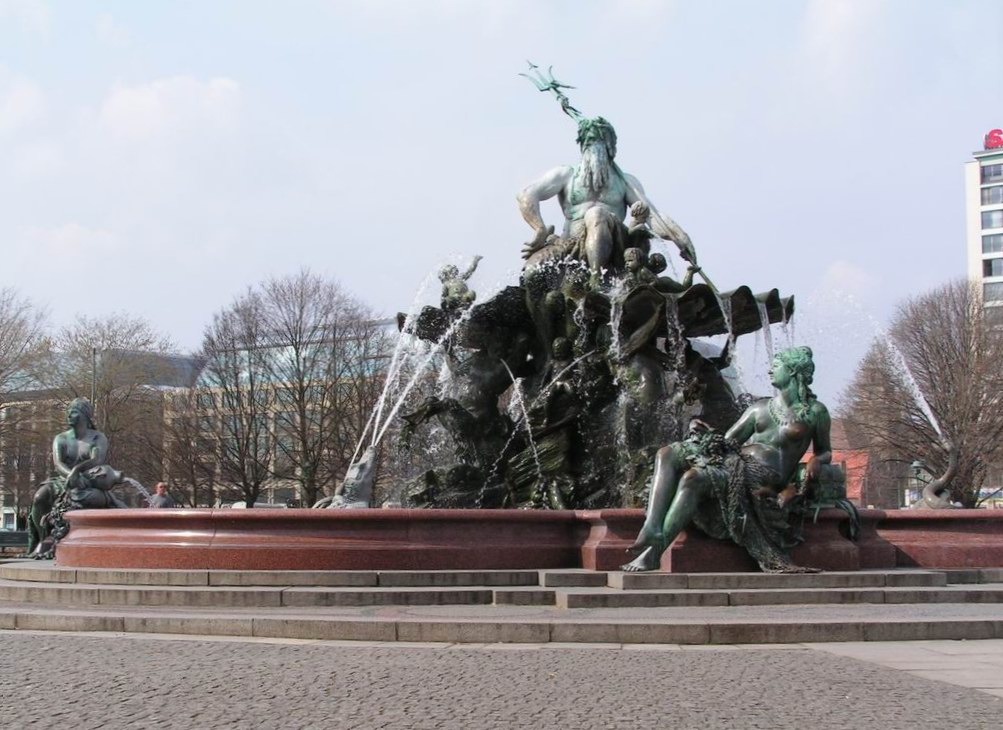
Fonte de Netuno.
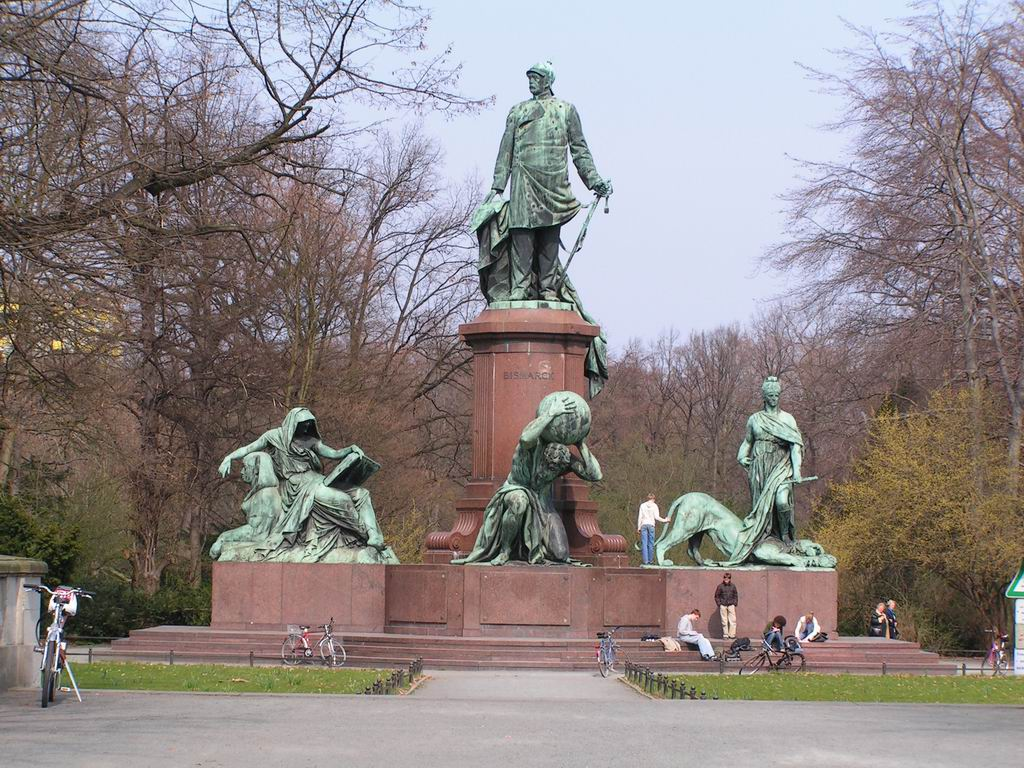
Monumento Nacional a Bismarck.